# Triforis barbadensis
Triforis barbadensis is een slakkensoort uit de familie van de Triphoridae. De wetenschappelijke naam van de soort is voor het eerst geldig gepubliceerd in 1984 door Coomans & Faber.